# Temporada 1977-1978 del RCD Espanyol
Dades de la Temporada 1977-1978 del RCD Espanyol.

## Fets Destacats
- 16 d'agost de 1977: Torneig Ciutat de Barcelona: Espanyol 1 - Grasshopper Club 1[3]
- 18 d'agost de 1977: Torneig Ciutat de Barcelona: Espanyol 5 - Rapid de Viena 0[4]
- 24 d'agost de 1977: Torneig Ciutat de Saragossa: Espanyol 1 - CSKA Sofia 2[5]
- 25 d'agost de 1977: Torneig Ciutat de Saragossa: Espanyol 2 - Radnicki Nis 2[6]
- 18 de setembre de 1977: Lliga: Espanyol 1 - Reial Madrid 4[7]
- 9 de novembre de 1977: Copa: Espanyol 5 - AD Ceuta 0[8]
- 18 de desembre de 1977: Lliga: Racing de Santander 4 - Espanyol 0[9]
- 29 de gener de 1978: Lliga: Athletic Club 4 - Espanyol 0[10]
- 12 de febrer de 1978: Lliga: Espanyol 4 - Burgos CF 1[11]
- 9 d'abril de 1978: Lliga: Cadis CF 2 - Espanyol 4[12]
- 26 de maig de 1978: Trofeo Ibérico: Espanyol 1 - Schalke 04 0[13]
- 27 de maig de 1978: Trofeo Ibérico: Espanyol 1 - Athletic Club 1[14]

## Resultats i Classificació
- Lliga d'Espanya: Catorzena posició amb 30 punts (34 partits, 12 victòries, 6 empats, 16 derrotes, 48 gols a favor i 60 en contra).
- Copa d'Espanya: Eliminà el Vila-real CF a trenta-dosens de final, l'AD Ceuta a setzens de final, el Deportivo de La Coruña a vuitens de final (classificat per penals), però fou eliminat pel Reial Betis a quarts de final.

## Plantilla
| P   | Jugador                     | Lliga | Lliga | Copa d'Espanya | Copa d'Espanya |
| P   | Jugador                     | PJ    | G     | PJ             | G              |
| --- | --------------------------- | ----- | ----- | -------------- | -------------- |
| POR | Francisco J. Urruticoechea  | 27    | -44   | -              | -              |
| POR | Francisco Javier Echevarría | 4     | -8    | 8              | -3             |
| POR | Roberto Fernández           | 3     | -8    | -              | -              |
| POR | José Luis Borja             | -     | -     | -              | -              |
| POR | Antoni Blanch               | -     | -     | -              | -              |
| POR | Miquel Duran                | -     | -     | -              | -              |
| DEF | Juan Verdugo                | 32    | -     | 7              | -              |
| DEF | Juan Huertas                | 27    | 1     | 5              | -              |
| DEF | José Fernando Ferrer        | 24    | -     | 6              | -              |
| DEF | Ángel Lanchas               | 24    | -     | 5              | -              |
| DEF | Luis César Ortiz Aquino     | 13    | 1     | 4              | -              |
| DEF | Pedro de Felipe             | -     | -     | 2              | -              |
| MIG | Daniel Solsona              | 28    | 3     | 7              | 1              |
| MIG | Fernando Molinos            | 28    | -     | 6              | -              |
| MIG | Juvencio Osorio             | 24    | 1     | 8              | -              |
| MIG | Manuel Fernández Amado      | 18    | -     | 6              | 1              |
| MIG | Raúl Longhi                 | 18    | 1     | -              | -              |
| MIG | Josep Manel Casanova        | 14    | 1     | 6              | -              |
| MIG | Manuel Padilla              | 9     | -     | 1              | -              |
| DAV | Paco Flores                 | 33    | 8     | 5              | 1              |
| DAV | Rafael Marañón              | 30    | 18    | 6              | 2              |
| DAV | Manolín Cuesta              | 28    | 6     | 8              | 3              |
| DAV | Carlos Caszely              | 16    | 2     | 1              | -              |
| DAV | Jorge Da Silva Jeremias     | 13    | 5     | 7              | 2              |
| DAV | Martín Abad                 | 7     | -     | -              | -              |
| DAV | Ángel González              | 3     | -     | 1              | -              |